# Arquidiócesis de Delhi
La arquidiócesis de Delhi (en latín: Archidioecesis Delhiensis y en inglés: Roman Catholic Archdiocese of Delhi) es una circunscripción eclesiástica de la Iglesia católica en India. Se trata de una arquidiócesis latina, sede metropolitana de la provincia eclesiástica de Delhi. Desde el 30 de noviembre de 2012 su arzobispo es Anil Joseph Thomas Couto.

## Territorio y organización

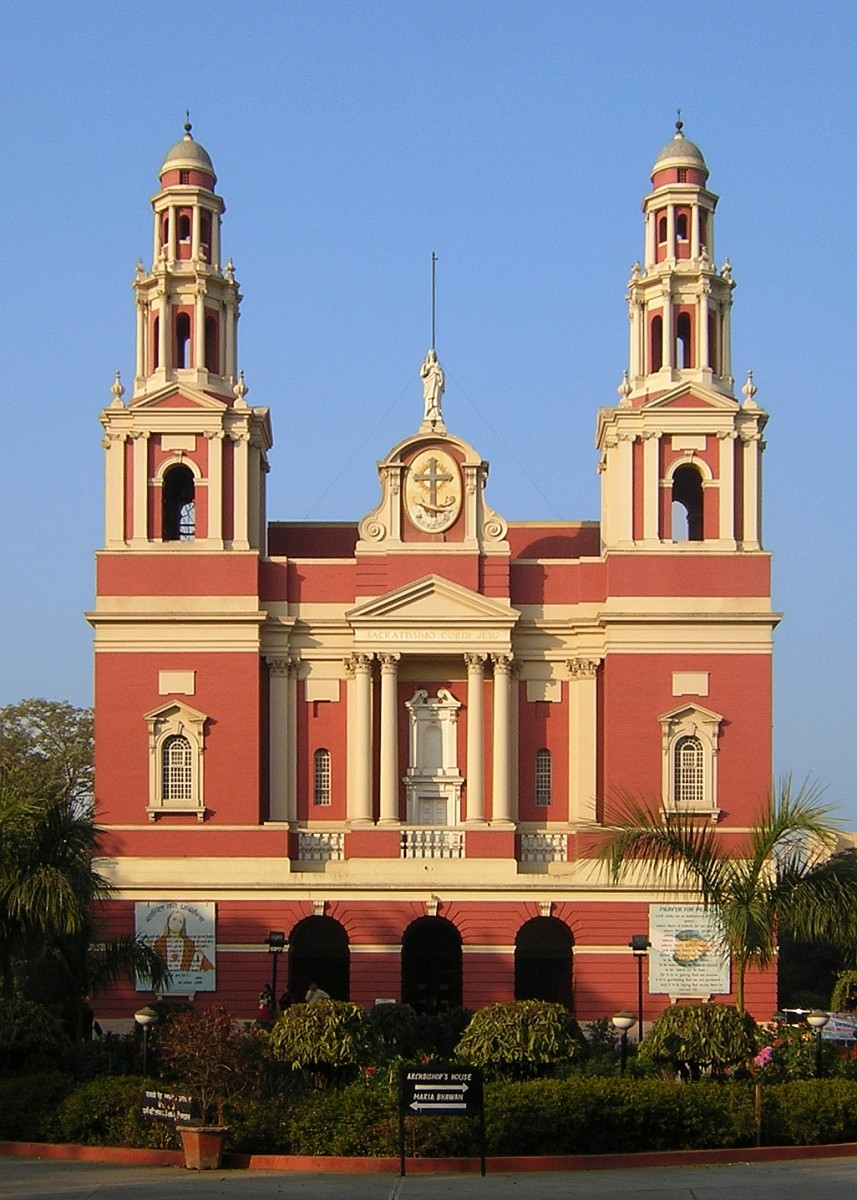
La Catedral del Sagrado Corazón en Nueva Delhi.

La arquidiócesis tiene 14 420 km² y extiende su jurisdicción sobre los fieles católicos de rito latino residentes en el Territorio de la Capital Nacional y en los distritos del estado de Haryana de: Gurgaon, Faridabad, Rohtak, Rewari, Mahindergarh, Jhajjar y Sonepat.
La sede de la arquidiócesis se encuentra en la ciudad de Nueva Delhi, en donde se halla la Catedral del Sagrado Corazón.
La arquidiócesis tiene como sufragáneas a las diócesis de: Jammu-Srinagar, Jullundur y Simla y Chandigarh.
En 2021 en la arquidiócesis existían 66 parroquias.

## Historia
La arquidiócesis de Simla fue erigida el 13 de septiembre de 1910 con el breve Incensum del papa Pío X, obteniendo el territorio de la arquidiócesis de Agra y de la diócesis de Lahore (hoy arquidiócesis de Lahore).
Con el breve Quae Catholico del 22 de mayo de 1913, el papa Pío X erigió la provincia eclesiástica de Simla, asignándole la diócesis de Lahore y la prefectura apostólica de Kafiristán y Cachemira (hoy diócesis de Islamabad-Rawalpindi) como sufragáneas.
El 13 de abril de 1937, con la bula Inter apostolicas del papa Pío XI, el Territorio de la Capital Nacional, hasta entonces sujeto a la arquidiócesis de Agra, se unió a la arquidiócesis de Simla, que asumió el nombre de arquidiócesis de Delhi y Simla.
El 4 de junio de 1959, con la bula Indicae genti del papa Juan XXIII, la arquidiócesis se dividió, dando lugar a la diócesis de Simla (hoy diócesis de Simla y Chandigarh) y a la arquidiócesis con la denominación actual.

## Estadísticas
Según el Anuario Pontificio 2022 la arquidiócesis tenía a fines de 2021 un total de 95 000 fieles bautizados.
| Año                                                                             | Población            | Población  | Población      | Sacerdotes | Sacerdotes    | Sacerdotes    | Bautizados por sacerdote | Diáconos permanentes | Religiosos | Religiosos | Parroquias |
| Año                                                                             | Bautizados católicos | Total      | % de católicos | Total      | Clero secular | Clero regular | Bautizados por sacerdote | Diáconos permanentes | Varones    | Mujeres    | Parroquias |
| ------------------------------------------------------------------------------- | -------------------- | ---------- | -------------- | ---------- | ------------- | ------------- | ------------------------ | -------------------- | ---------- | ---------- | ---------- |
| 1950                                                                            | 9100                 | 835 399    | 1.1            | 17         | 4             | 13            | 535                      |                      | 12         | 54         | 12         |
| 1969                                                                            | 22 250               | 7 500 000  | 0.3            | 52         | 28            | 24            | 427                      |                      | 52         | 151        | 12         |
| 1980                                                                            | 27 731               | 9 362 000  | 0.3            | 112        | 48            | 64            | 247                      |                      | 215        | 279        | 19         |
| 1990                                                                            | 48 567               | 12 208 900 | 0.4            | 151        | 52            | 99            | 321                      |                      | 264        | 407        | 30         |
| 1998                                                                            | 81 000               | 18 250 000 | 0.4            | 188        | 76            | 112           | 430                      |                      | 291        | 539        | 46         |
| 2002                                                                            | 99 800               | 18 900 000 | 0.5            | 196        | 82            | 114           | 509                      |                      | 287        | 634        | 47         |
| 2003                                                                            | 105 000              | 18 920 000 | 0.6            | 227        | 99            | 128           | 462                      |                      | 307        | 828        | 51         |
| 2004                                                                            | 105 200              | 18 920 900 | 0.6            | 236        | 108           | 128           | 445                      |                      | 378        | 815        | 60         |
| 2006                                                                            | 106 800              | 19 016 000 | 0.6            | 240        | 112           | 128           | 445                      |                      | 301        | 815        | 70         |
| 2013                                                                            | 112 348              | 26 469 385 | 0.4            | 259        | 105           | 154           | 433                      |                      | 423        | 526        | 84         |
| 2016                                                                            | 96 916               | 27 510 000 | 0.4            | 262        | 112           | 150           | 369                      |                      | 338        | 540        | 61         |
| 2019                                                                            | 100 000              | 28 538 660 | 0.4            | 289        | 132           | 157           | 346                      |                      | 349        | 413        | 61         |
| 2021                                                                            | 95 000               | 29 139 000 | 0.3            | 267        | 114           | 153           | 355                      |                      | 321        | 525        | 66         |
| Fuente: Catholic-Hierarchy, que a su vez toma los datos del Anuario Pontificio. |                      |            |                |            |               |               |                          |                      |            |            |            |

## Episcopologio
- Anselm Edward John Kenealy, O.F.M.Cap. † (21 de diciembre de 1910-13 de enero de 1936 renunció[nota 2])
- Sylvester Patrick Mulligan, O.F.M.Cap. † (13 de abril de 1937-16 de agosto de 1950 renunció[nota 3])
- Joseph Alexander Fernandes † (12 de abril de 1951-16 de septiembre de 1967 falleció)
- Angelo Innocent Fernandes † (16 de septiembre de 1967 por sucesión-19 de noviembre de 1990 retirado)
- Alan Basil de Lastic † (19 de noviembre de 1990-20 de junio de 2000 falleció)
- Vincent Michael Concessao (7 de septiembre de 2000-30 de noviembre de 2012 retirado)
- Anil Joseph Thomas Couto, desde el 30 de noviembre de 2012